# МАЗ-7410

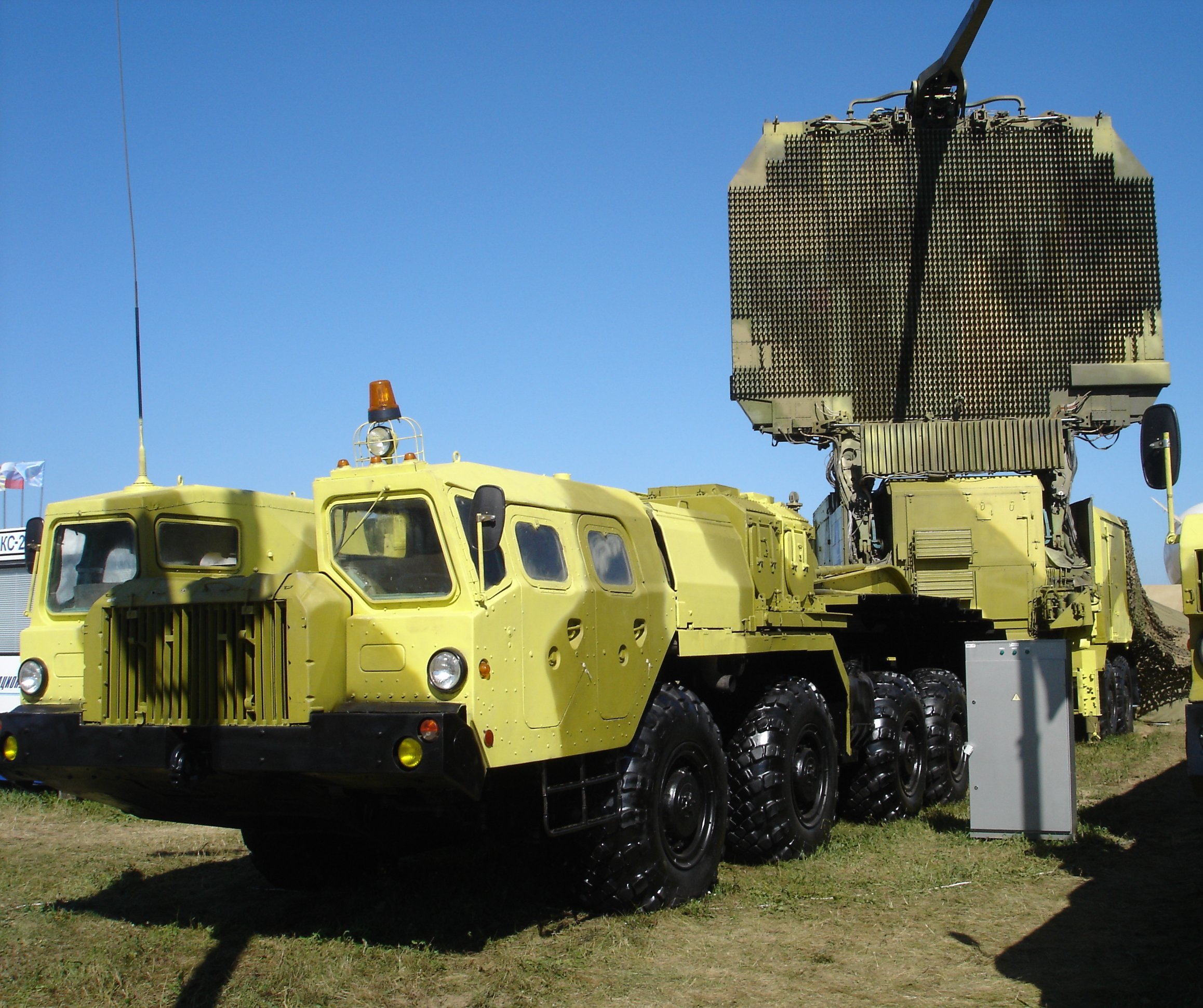
МАЗ-7410

МАЗ-7410 — серійний сідловий тягач Мінського автомобільного заводу.
Випускається з середини 1970-х років на базі МАЗ-543А. Обладнаний сідлово-зчіпним пристроєм, здатний працювати в сцепці з активним напівпричепом.
Особливістю конструкції тягача є зменшена колісна база (між 2-ю і 3-ю і між 3-ю і 4-ю осями).
МАЗ-7410 також використовується в складі паливозаправника ТЗ-80, а модифікація МАЗ-74106 використовується для буксирування антенного поста радіолокатора виявлення зенітної ракетної системи С-300 ПС/ПМ.